# 马鞍山至郑蒲港市域铁路
马鞍山至郑蒲港市域铁路是中華人民共和國安徽省馬鞍山市內的一條規劃中的城際鐵路。
在马鞍山市“十四五”综合交通运输体系发展规划下，马鞍山市将在“十四五”期间建设该铁路。
马鞍山至郑蒲港市域线自南京地铁S2号线（宁马城际）采石河站引出，向南经江东大道后折向西，经明珠东路向南沿银黄路与巢马城际铁路并行，利用巢马城际预留轨道交通线过江，折向北上跨 沪武高速公路，沿和州大道接入终点站镇淮路站。线路依次经过马鞍山南部城区、马鞍山经济技术开发区、郑蒲港新区。线路总长21.3km，均为高架线；设车站4座，均为高架站，其中新建车站2座，分别为市经开区站和江心洲站，平均站间距为7.03km。计划建设时间为2022-2025年。